# R. K. Narayan

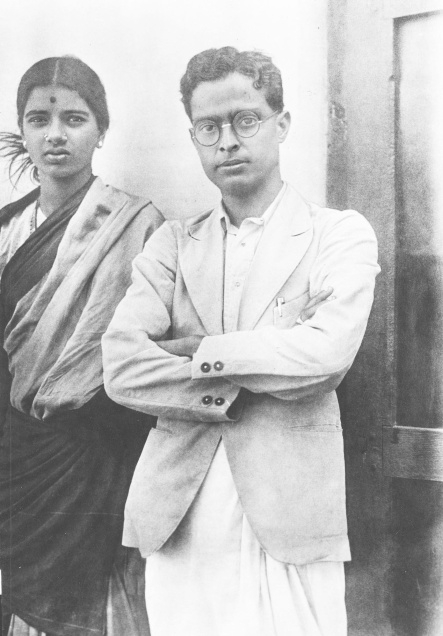
R. K. Narayan

R. K. Narayan (Rasipuram Krishnaswami Ayyar Narayanaswami; tamilisch: ஆர். கே. நாராயண்; * 10. Oktober 1906 in Madras; † 13. Mai 2001 in Delhi) war einer der bekanntesten indischen Romanautoren, der ausschließlich auf Englisch schrieb.

## Leben
Berühmt geworden ist der Autor, der der höchsten indischen Kaste der Brahmanen angehörte, unter anderem durch seine Vielzahl an Romanen, die in der fiktiven Kleinstadt „Malgudi“ im Süden Indiens spielten. Sein erstes Werk „Swami and Friends“ mit autobiographischem Hintergrund aus dem Jahre 1935 verhalf ihm zu seinem fulminanten internationalen Durchbruch.

## Werk
Narayans realistischer, humoristischer und energiereicher Schreibstil wird häufig mit dem von William Faulkner verglichen, aber auch mit Tschechow, Guy de Maupassant, O. Henry, Frank O’Connor oder Nikolai Gogol. Er verstand es, die Feinheiten der tamilischen Volkssprache in englischer Sprache auszudrücken und seine Charaktere durch ihre Handlungen darzustellen, ohne zu tief in die Psychologie einzudringen.

## Auszeichnungen
- 1964 Padma Bhushan
- 1981 Ehrenmitglied der American Academy of Arts and Letters[2]
- 2000 Padma Vibhushan[3]

## Werke
Malgudi Zyklus
- 1935: Swami and Friends
  - dt. von Ursula Gräfe: Die Reifeprüfung. mit einem Vorwort von Graham Greene. Insel-Verlag, Frankfurt am Main / Leipzig 2004, ISBN 3-458-17183-5.
- 1945: English Teacher / Grateful to Life and Death
- 1949: Mr. Sampath - the Printer of Malgudi
- 1952: Financial Expert (dt. Gold vom Himmel)
- 1955: Waiting for the Mahatma
- 1961: Man-Eater of Malgudi (dt. Menschenfresser von Malgudi)
- 1982: Malgudi Days
- 1983: Tiger for Malgudi
- 1990: The World of Nagaraj
- 1992: Malgudi Landscapes. Best of R.K. Narayan
- 1995: Tales from Malgudi
- 1999: Town called Malgudi
- 2000: The Magic of Malgudi
- 2000: Memories of Malgudi
- 2003: Malgudi Adventures: Classic Tales for Children

weitere Werke
- 1938: Dark Room
- 1939: Mysore
- 1947: Astrologer's Day, and other stories
- 1956: Lawley Road, and other stories
- 1958: The Guide (dt. Der Fremdenführer)
- 1960: Next Sunday. Sketches and Essays
- 1964: My Dateless Diary. An American Journey
- 1965: Gods, Demons, and Others
- 1967: The Vendor of Sweets
- 1970: A Horse and two Goats, stories
- 1972: Ramayana. Shortened modern prose version
- 1974: My Days
- 1974: Reluctant Guru
- 1976: Painter of Signs (dt. Der Schildermaler)
- 1978: Mahabharata. Shortened modern prose version
- 1980: The Emerald Route
- 1985: Under the Banyan Tree, and other stories (dt. Unter dem Banyan Baum)
- 1986: Talkative Man
- 1988: Writer's Nightmare. Selected Essays
- 1989: Story-Teller's World. Stories, Essays, Sketches
- 1993: Grandmother's Tale. Three novels
- 1993: Salt & Sawdust: Stories and table talk